# Gemuño
Gemuño es un municipio y localidad española de la provincia de Ávila, en la comunidad autónoma de Castilla y León. El término municipal tiene una población de 142 habitantes (INE 2024).

## Geografía
El municipio está situado en el valle Amblés, cerca de la ribera del río Adaja, rodeado por la sierra de la Paramera y la sierra de Ávila. Gemuño es cruzado por dos arroyos, uno de ellos encauzado que atraviesa el pueblo por el centro y pasa próximo a la iglesia, y otro en la zona oeste del pueblo.[cita requerida] La localidad está situada a una altitud de 1103 m sobre el nivel del mar y se encuentra a 10 km de la capital provincial. Tiene acceso por la comarcal C900. 
| Noroeste: Salobral   | Norte: El Fresno | Noreste: El Fresno |
| Oeste: Sotalbo       |                  | Este: Ávila        |
| Suroeste: Mironcillo | Sur: Riofrío     | Sureste: Riofrío   |

## Historia
Hacia mediados del siglo XIX, el lugar tenía contabilizada una población de 245 habitantes. La localidad aparece descrita en el octavo volumen del Diccionario geográfico-estadístico-histórico de España y sus posesiones de Ultramar de Pascual Madoz de la siguiente manera:

GEMUÑO DE LOS AJOS: l. con ayunt. de la prov., part. jud. y dióc. de Avila (2 leg.), aud. terr. de Madrid (18), c. g. de Castilla la Vieja (Valladolid 24): sit. al N. de una cuesta de bastante elevacion, llamada de Cabañas, le combaten todos los vientos, y su clima es mediano: tiene de 75 á 80 casas inclusa la de ayunt. una taberna, una fuente, varios pozos y una igl. parr. (Sta. Maria Magdalena) servida por un párroco: cuyo curato es de primer ascenso, de presentacion de S. M. en los meses apostólicos y del ob. en los ordinarios: tiene por anejo á Aldea del Rey; en donde hay una igl. (San Gregorio Magno): en los afueras del pueblo se halla el cement. en parage que no ofende la salud pública y una ermita (Nuestra Señora de la Rosa) con culto público á espensas de los fieles. El térm. confina N. Merino; E. Aldea del Rey, y S. y O. Niarra: comprende 520 fan. de tierras cultivadas, de las cuales 180 son de segunda calidad que se destinan á trigo y cebada, y 260 de tercera á centeno y algarrobas; hay algo de monte alto; y varios prados; le atraviesa un riach. que interrumpe su curso en verano. El terreno es de mediana calidad. caminos los que dirigen á los pueblos limítrofes: el correo se recibe de Avila. prod.: trigo, cebada, centeno, algarrobas y legumbres; mantiene ganado lanar y vacuno; y cria alguna caza menor. ind.: la agrícola y pastoria. pobl.: 73 vec., 245 alm. cap. prod.: 550,825 rs. imp.: 22,033. ind. y fabril 1,500 contr.: 5,138 rs. y 31 mrs.
(Madoz, 1847, p. 344)

## Demografía
Gemuño cuenta con una población de 142 habitantes (INE 2024).
| Gráfica de evolución demográfica de Gemuño entre 1842 y 2021                                                          |
| |
| Población de derecho según los censos de población del INE. Población de hecho según los censos de población del INE. |

## Economía
Es básicamente un pueblo agrícola y ganadero, aunque ante la proximidad de la capital la mayoría de la población se traslada a esta para trabajar.[cita requerida]

## Patrimonio
En la localidad hay una iglesia parroquial bajo la advocación de Santa María Magdalena. También se encuentran en el municipio las ermitas del Cristo del Humilladero y de la Virgen de Albornos.

## Fiestas patronales
Se celebra una fiesta en honor a Santa Magdalena el día 20 de julio y otra en honor al Santísimo Cristo el día 14 de septiembre. 